# Акылбай (Акмолинская область)
Акылба́й (каз. Ақылбай, 2005 г. — Дорофе́евка) — село в Бурабайском районе Акмолинской области Казахстана. Входит в состав Абылайханского сельского округа. Код КАТО — 117033300.

## География
Село расположено в северной части района, на берегу озера Малое Чебачье, на расстоянии примерно 15 километров (по прямой) к северу от административного центра района — города Щучинск, в 14 километрах к югу от административного центра сельского округа — села Кызылагаш.
Абсолютная высота — 355 метров над уровнем моря.
Ближайшие населённые пункты: аул Баянбай — на западе, село Кызылагаш — на севере.
Западнее села проходит автомобильная дорога республиканского значения — А-1 «Астана — Петропавловск».

## История
Основано в 1878 году как переселенческий участок «Чебачье» с выделением земли на 400 мужских душ. Церковь деревянная однопрестольная в честь Казанской иконы Божьей Матери была построена в 1897 году на средства казны. Первая школа построена в 1894 году на средства общества, казны и фонда императора Александра III. Население села на 1916 год составляло 610 душ мужского пола и 589 душ женского. Род занятий обывателей был: полеводство,овцеводство,извоз, рыболовство и работа на золотых приисках в 20 верстах от села. 
Совместным решением Акмолинского областного Маслихата и Акимата Акмолинской области от 24 августа 2005 года № 3С-14-5 «О переименовании некоторых населенных пунктов Акмолинской области», зарегистрированное Департаментом юстиции Акмолинской области 01 сентября 2005 года № 3155, село Дорофеевка Абылайханского сельского округа было переименовано в Акылбай ауылы.

## Население
В 1989 году население села составляло 1096 человек (из них русские — 47 %, казахи — 25 %).
В 1999 году население села составляло 952 человека (488 мужчин и 464 женщины). По данным переписи 2009 года, в селе проживали 972 человека (509 мужчин и 463 женщины).
| Численность населения | Численность населения | Численность населения |
| 1989                  | 1999                  | 2009                  |
| --------------------- | --------------------- | --------------------- |
| 1096                  | ↘952                  | ↗972                  |

## Улицы[6]
- ул. Данчева
- ул. Интернациональная
- ул. Комсомольская
- ул. Мира
- ул. Советская
- ул. Школьная